# Poklopec

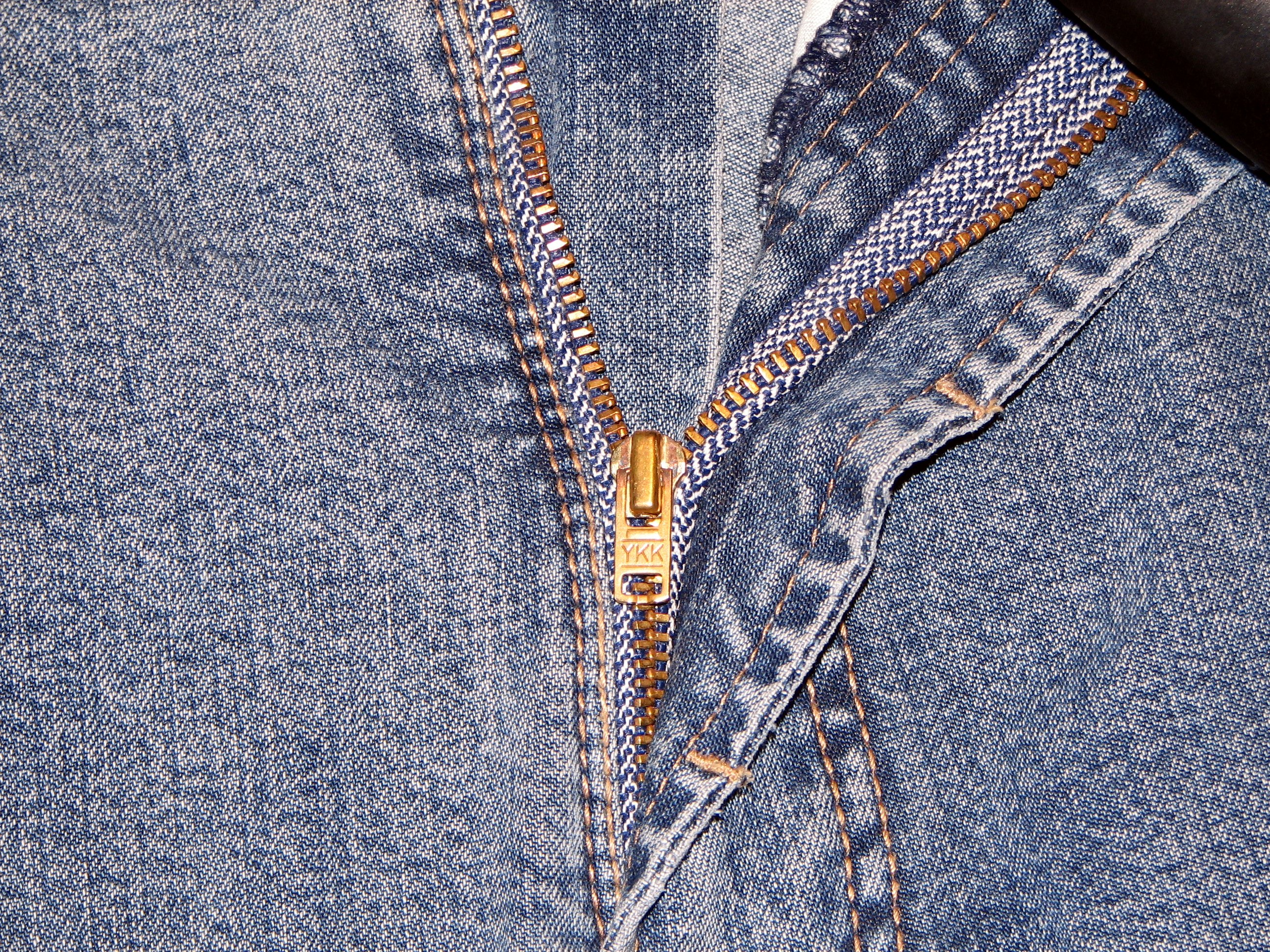
Poklopec

Poklopec (či též příklopec) je součást kalhot v jejich přední horní části, sloužící k jejich rychlému rozepnutí a pohodlnému sundávání.
Ve starší češtině mělo slovo poklopec též význam obdobný dnešnímu příklop (např. sklápěcí část pasti na ptáky).

## Historie
Ve středověku byla přední část mužských kalhot sklápěcí, horní část se ke kalhotám přivazovala. Zvýrazňování poklopce přišlo do módy ve Španělsku v období renesance, kdy kalhoty nad kolena měly tvar hruškovitý nebo kulovitý; nápadně se zvýrazňování poklopce projevovalo v odívání lancknechtů v 16. století. „Španělská“ móda vycpávaných kalhot a zvýrazněných poklopců se změnila v období baroka, po roce 1618. Přetrvalo jeho připevňování šňůrkami nebo háčky. 
Poklopce se dvěma knoflíky umístěnými rovnoběžně s pasem se zachovaly u tradičních kožených kalhot užívaných v Německu a Rakousku (česky hovorově nazývaná padací most).
Po roce 1800 se zapínání kalhot stalo čistě funkčním, ztratilo svou dekorativnost a po roce 1850 bylo překrýváno pruhem látky.
Zapínání poklopců zdrhovadlem se prosadilo poměrně pozdě. Jeho propagátorem se stal britský král Eduard VIII. ve 30. letech 20. století. U dámských kalhot je tradiční zapínání na levé straně nebo vzadu stále častěji nahrazováno zapínáním vpředu, na knoflíky nebo zdrhovadlem.

## Galerie

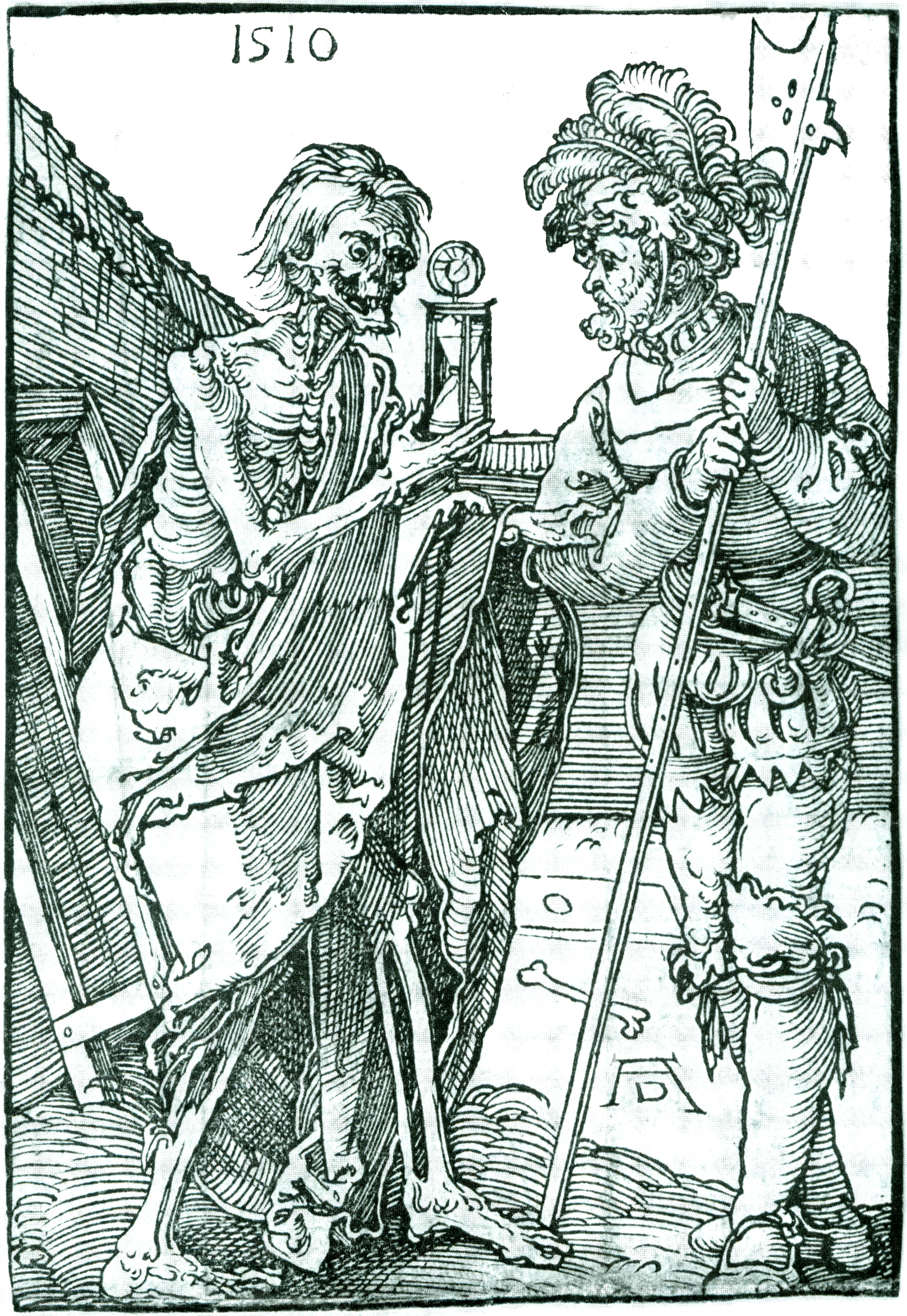
Albrecht Dürer: Smrt a lancknecht (1510)
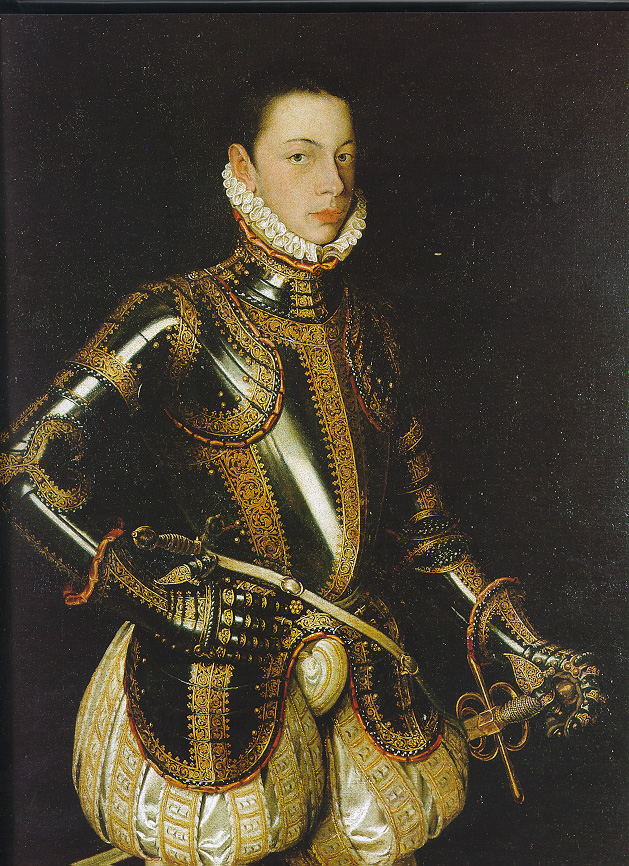
Alonso Sánchez Coello: Portrét Alessandra Farnese (španělská móda, zvýrazněné krytí, mezi 1550–1588)
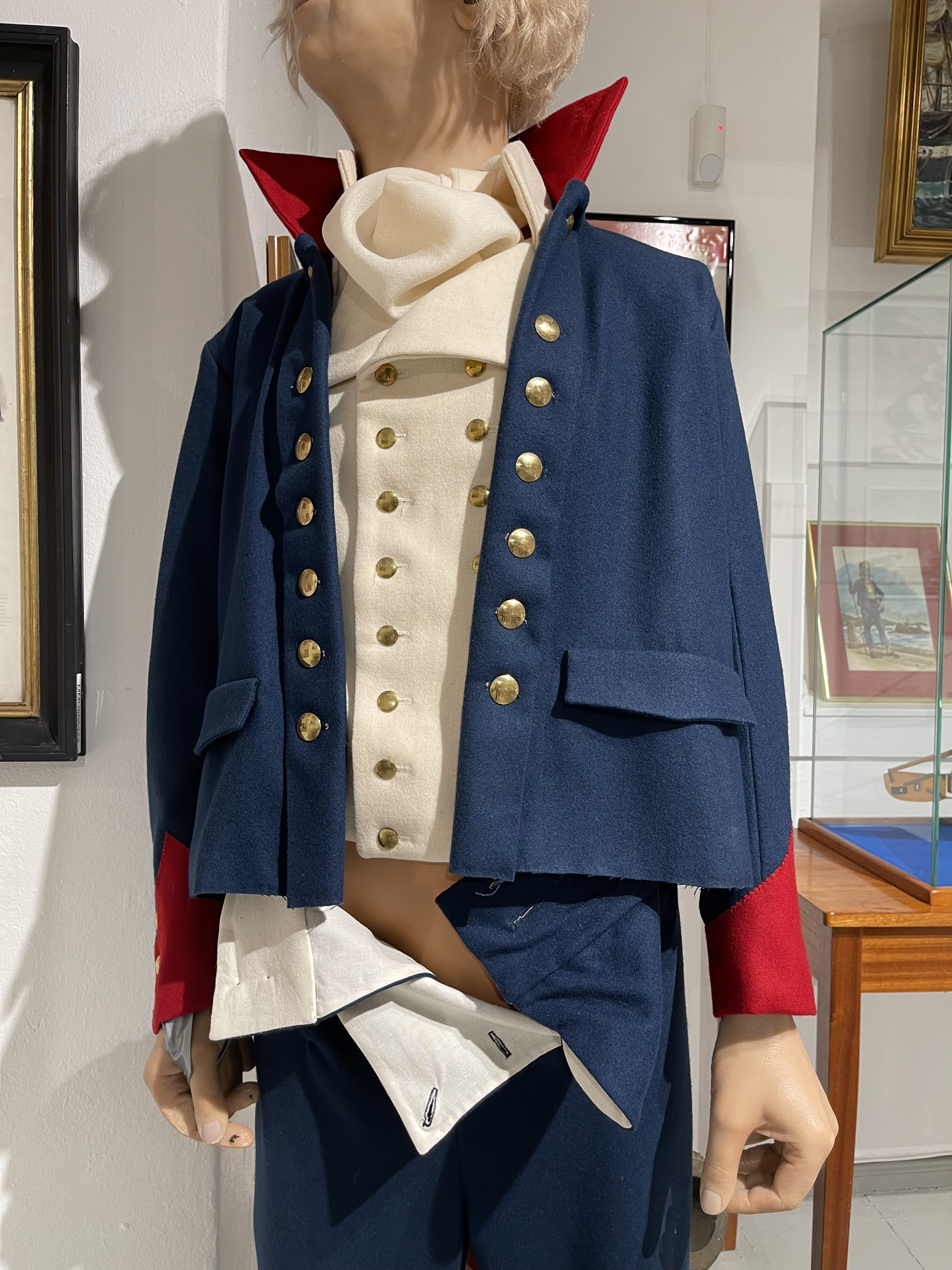
Replika kalhot dánské námořní uniformy, cca 1808
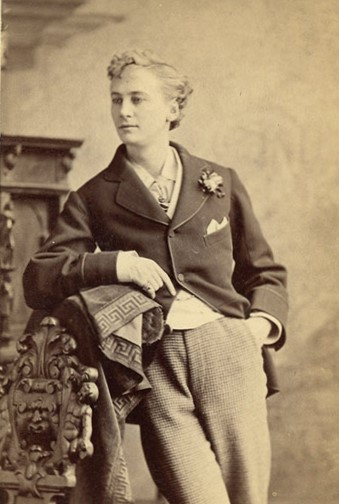
V 19. stol. získal poklopec současnou podobu (Ernest Boulton, cca 1875)
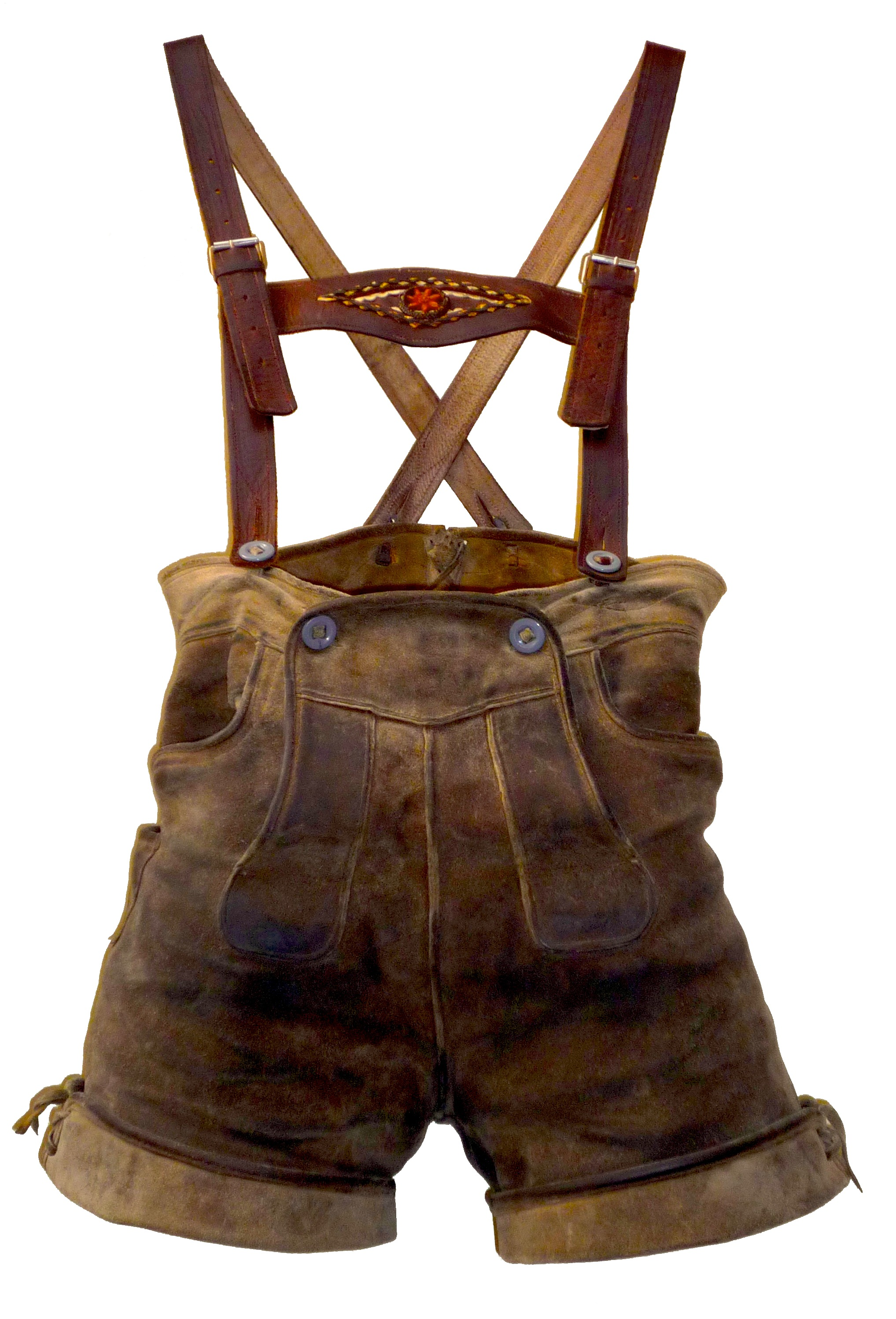
Tradiční kožené kalhoty (Německo, cca 1940)
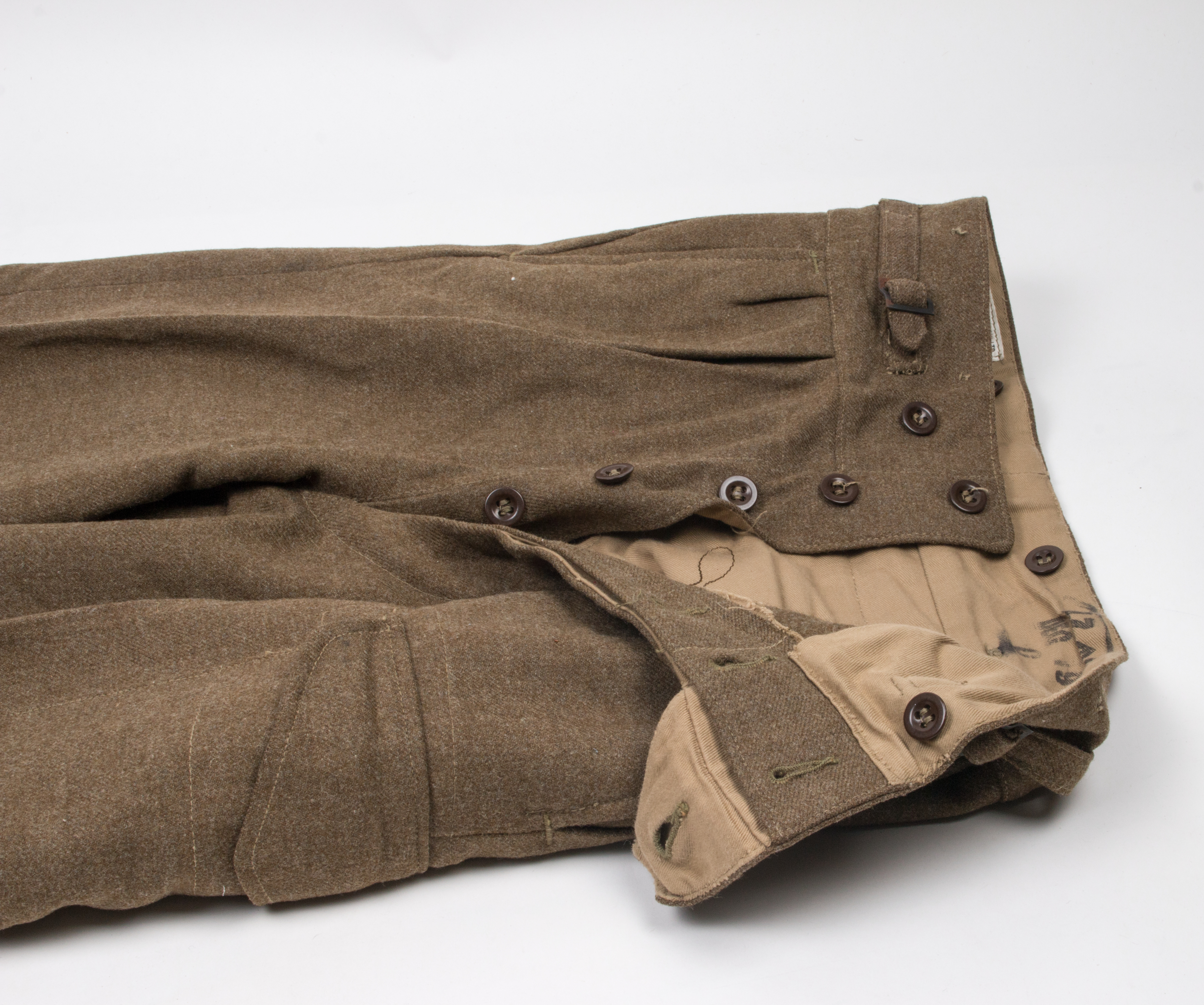
Vojenské kalhoty s poklopcem zapínaným na knoflíky (Nový Zéland, 50.-60. léta 20. stol.)
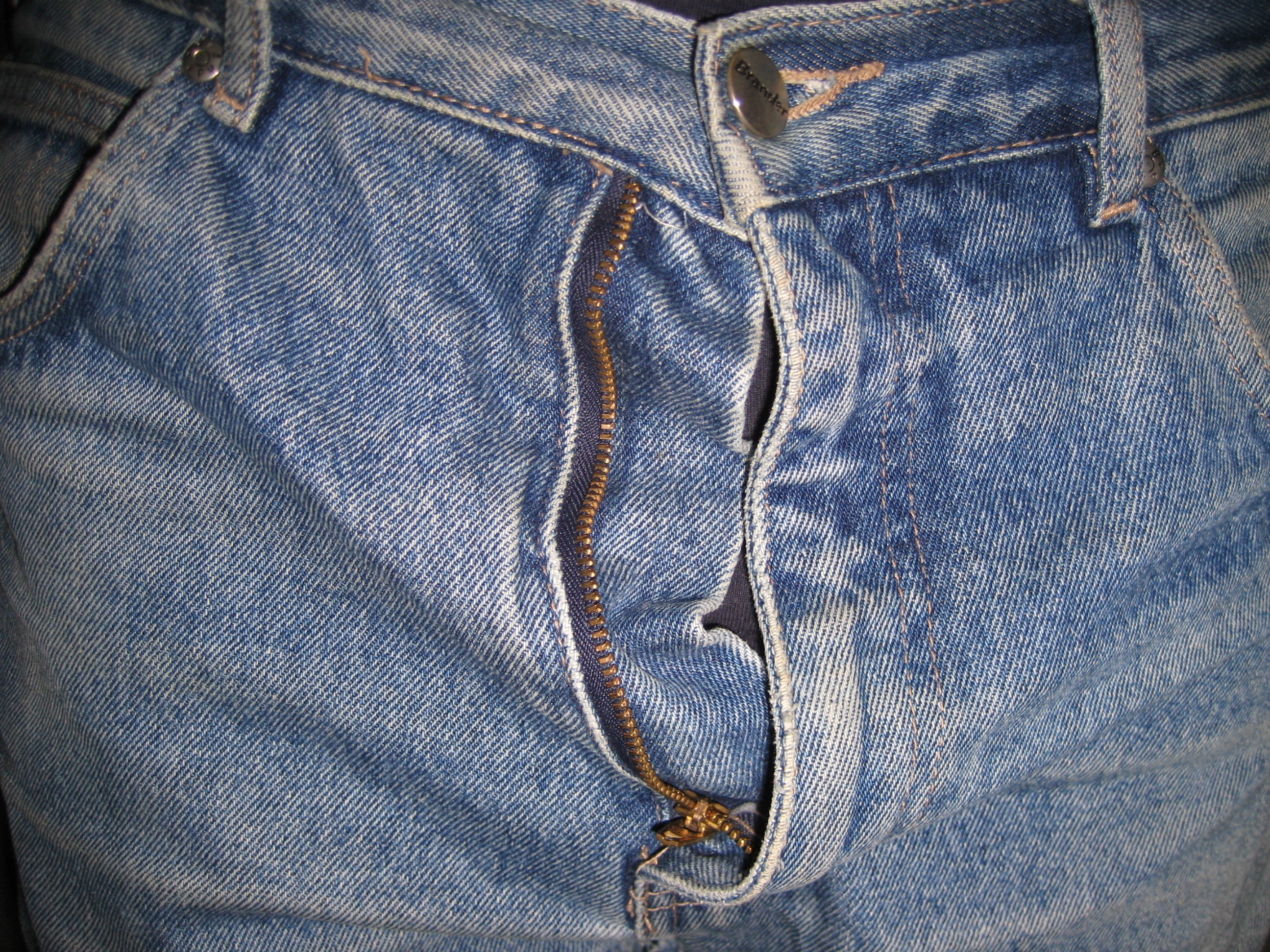
Poklopec se zdrhovadlem

## Provedení

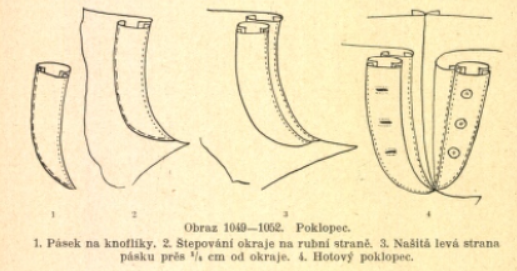
Návod na šití poklopce (1927)

Poklopec je tvořen různě dlouhým nastřižením látky, která je obešita, aby se dále nepárala. Uprostřed je nejčastěji všito zdrhovadlo, někdy knoflíky. Ve vrchní části se nachází větší knoflík nebo kovový háček, který slouží k tomu, aby se zapnutý zip nerozjížděl či knoflíky nerozepínaly.